# Neues Schloss Bümpliz

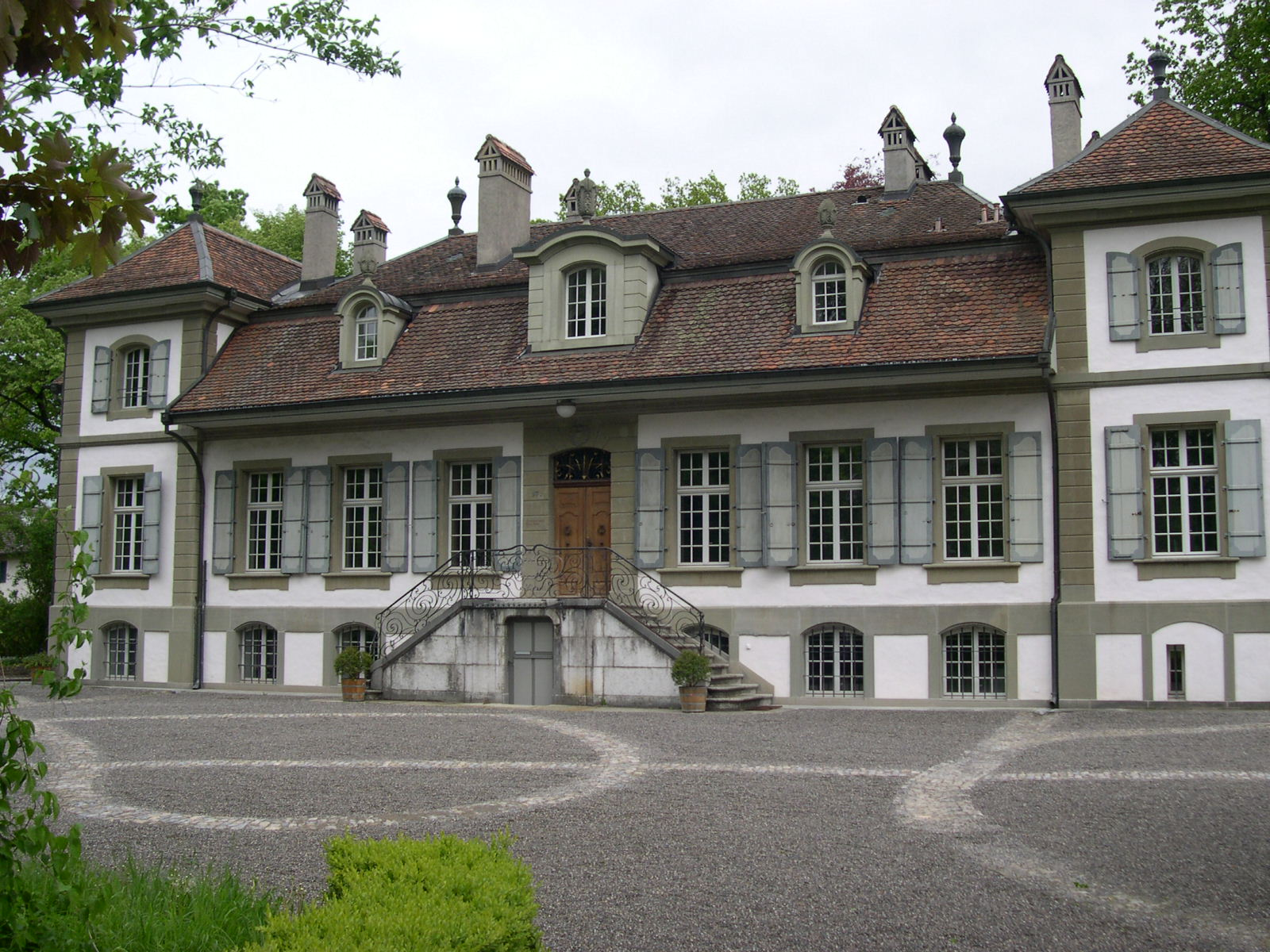
Neues Schloss Bümpliz (2005)

Das Neue Schloss Bümpliz ist ein Schloss in Bümpliz (Stadt Bern) in der Schweiz.
Es wurde 1742 neben dem nunmehr sogenannten Alten Schloss Bümpliz für Daniel Tschiffeli gebaut. Nach dessen Tod gingen die beiden Schlösser an seinen Schwiegersohn Karl Stürler, und als dieser 1777 im niederländischen Venlo starb, wurden sie an Abraham Samuel Lombach verkauft.
Bereits ein Jahr später starb jedoch auch er und die Schlösser gelangten 1783 durch die zweite Ehe seiner Frau an Johann Rudolf von Graffenried. Nach dem Untergang des Alten Bern verkaufte er das Neue Schloss 1799 dem Geschäftsmann und Gerichtsstatthalter Gottlieb Haag, der später auch das Alte Schloss erwarb. 1825 kaufte die beiden Schlösser Ludwig Friedrich von Steiger, 1837 Franz Karl von Tavel und 1839 Johann Friedrich Albrecht Tribolet, der darin eine Anstalt für Geisteskranke einrichtete.
1848 übernahm Jakob Allemann, ein Schüler Johann Heinrich Pestalozzis, die Anstalt und richtete darin zusammen mit seinem Bruder Benedikt das Institut des Frères Alleman ein, eine Knabenerziehungsanstalt, die bis 1882 bestand und dem ganzen Dorf den berndeutschen Spitznamen Löffuschlyffi (Löffelschleiferei) eintrug. Albert Benteli (1867–1944) kaufte dieses Schloss 1903 als Wohnsitz. Im Untergeschoss entstand die Kollektivgesellschaft Chemisches Laboratorium in Bern-Bümpliz seines Sohnes Wilhelm Albert Benteli zusammen mit Walter Merz. Für die Herstellung radiumhaltiger Leuchtfarben wurden zuerst Nebengebäude des Schlosses und dann Neubauten auf dem Areal genutzt. Die Firma Merz & Benteli AG zog 1975 nach Niederwangen BE um. Daraufhin wurde 1977 das Schloss der Stadt Bern verkauft. Nachdem das Alte Schloss bereits 1919 zu einem gemeinnützigen Gemeindehaus gemacht und 1954 von der Stadt Bern gekauft worden war, gehörte nun auch das Neue Schloss der Stadt.
Anfang der 1980er-Jahre wurde das Areal saniert. Dabei wurde eine alte Fabrik zurückgebaut, in welcher bis Anfang der 1960er-Jahre radiumhaltige Leuchtfarbe hergestellt wurde. Deshalb gibt es in gewissen Zonen des Areals noch heute eine Radiumbelastung. Spuren wurden auch im Untergeschoss des Neuen Schlosses gefunden. Infolge soll das Areal erneut saniert werden. Aus der ersten Sanierung wurden 450 Kubikmeter Erde und Bauschutt in der Deponie Teuftal entsorgt.
Ab dem 1. Februar 2005 war das Neue Schloss Sitz des Standesamts des Amtsbezirks Bern. Keine fünf Jahre später – auf den 1. Januar 2010 – führte der Kanton jedoch eine Bezirksreform durch, wodurch der Amtsbezirk Bern durch den Verwaltungskreis Bern-Mittelland ersetzt wurde. Hierdurch wurden die bisherigen 23 Zivilstandsämter zu neu 7 zusammengelegt und das Schloss verfügte nicht länger über die Kapazität, das gewachsene Amt zu beinhalten, das in der Folge ins Zentrum von Bern zurückkehrte. Das Neue Schloss Bümpliz wird aber weiterhin als sogenanntes besonderes externes Zeremonielokal genutzt.